# 東麻由美
東麻由美（東まゆみ，1975年4月24日—）是日本女性漫畫家，東京都出生。主要創作奇幻漫畫，代表作是《武器種族傳說》。1995年，東麻由美擔任漫畫家天野梢的助手。2015年8月19日，東麻由美因青光眼發作而無法繼續執筆，《武器種族傳說之蒼空戰旗》連載因此被逼無限期休止。

## 其他
東麻由美喜歡日本男性歌手黑田倫弘。

## 作品列表
漫畫
- Enix
  - NIGHT WALKER!（ナイトウォーカー!）：1995－1996年
  - VAMPIRE SAVIOR：1997－2001年、原作《魔域幽靈》
  - GET!（GET!）：1998年
  - 光劍星傳、全7冊（大然）、原名
- Mag Garden
  - 武器種族傳說（EREMENTAR GERAD）：2002－2010年
  - 武器種族傳說之蒼空戰旗（EREMENTAR GERAD -蒼空の戦旗-）：2003年－2015年
  - 幻獸學園 （とらねこフォークロア）：2010年－2015年

電子遊戲 人物設計
- 星海遊俠 Blue Sphere（スターオーシャン ブルースフィア）：Game Boy Color遊戲，2001年
- 多重人格 -Dr.Yesterday-：手機遊戲，2007年，http://yesterday.srdp.jp/ （页面存档备份，存于）

画集

## 外部連結
- 东麻由美公式站点「Azumaya」 （日語）